# 本丸 (さいたま市)
本丸（ほんまる）は、埼玉県さいたま市岩槻区の町名。現行行政地名は本丸一丁目から四丁目。郵便番号は339-0058。

## 地理
さいたま市岩槻区の中部に位置する。岩槻駅からはやや西に離れる。区画整理が実施され、全域に戸建住宅が建ち並ぶ。かつては岩槻城の本丸が三丁目の南部（マミーマートが建つ）にあり、それ以外はほとんどが沼や湿地帯であった。埋め立てが行われ、区画整理が進み現在の街並みとなっている。地名は岩槻城本丸に由来している。本丸公民館付近には三ノ丸があった。
地区内に竹たば古墳が存在していた。

### 地価
住宅地の地価は、2018年（平成30年）1月1日の公示地価によれば、本丸2−2−3の地点で95,900円/m2となっている。

## 歴史
- 1988年（昭和63年）10月3日 - 岩槻市大字太田から本丸一丁目〜四丁目が成立。
- 2005年（平成17年）4月1日 - 岩槻市がさいたま市と合併し、さいたま市岩槻区の町名となる。

## 世帯数と人口
2017年（平成29年）10月1日現在の世帯数と人口は以下の通りである。
| 丁目       | 世帯数    | 人口    |
| ---------- | --------- | ------- |
| 本丸一丁目 | 629世帯   | 1,371人 |
| 本丸二丁目 | 334世帯   | 754人   |
| 本丸三丁目 | 554世帯   | 1,207人 |
| 本丸四丁目 | 355世帯   | 848人   |
| 計         | 1,872世帯 | 4,180人 |

## 小・中学校の学区
市立小・中学校に通う場合、学区（校区）は以下の通りとなる。
| 丁目       | 番地 | 小学校                 | 中学校                 |
| ---------- | ---- | ---------------------- | ---------------------- |
| 一丁目     | 全域 | さいたま市立岩槻小学校 | さいたま市立岩槻中学校 |
| 本丸二丁目 | 全域 | さいたま市立岩槻小学校 | さいたま市立岩槻中学校 |
| 本丸三丁目 | 全域 | さいたま市立岩槻小学校 | さいたま市立岩槻中学校 |
| 本丸四丁目 | 全域 | さいたま市立岩槻小学校 | さいたま市立岩槻中学校 |

## 交通
- 東武野田線（東武アーバンパークライン）が地区の北端を通るが、駅は設置されていない。最寄り駅は岩槻駅であるが、本丸2丁目からおよそ1,400 m離れている[4]。

道路
- 埼玉県道2号さいたま春日部線

## 施設
- 岩槻本丸郵便局
- 岩槻本丸公民館
- 岩槻変電所
- 本丸自治会館
- グレースタウン自治会館
- 大栄自治会館
- 群峰団地公園
- 大同新正寺公園
- 大同東野公園
- グリーンタウン公園